# Frederic Vystavel
Frederic Vystavel (n. 29 august 1993, Brussel, Comunitatea Francofonă din Belgia⁠(d), Belgia) este un canotor ce a reprezentat Danemarca, medaliat olimpic. A participat la o ediție a Jocurilor Olimpice (2020) în care a câștigat o medalie de bronz.

## Participări
Lista de mai jos prezintă principalele competiții la care a participat Frederic Vystavel de-a lungul carierei.
- Canotaj la Jocurile Olimpice de vară din 2020 - Dublu rame masculin[3]